# Triumph Thunderbird
Pour les articles homonymes, voir Thunderbird.

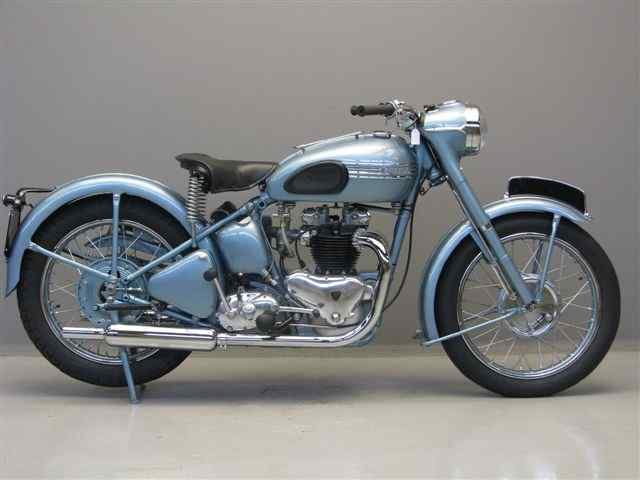
Une 650 Thunderbird de 1950.

La Thunderbird est une série de trois modèles de moto construits par la firme britannique Triumph depuis 1949.

## 650 Thunderbird 6T

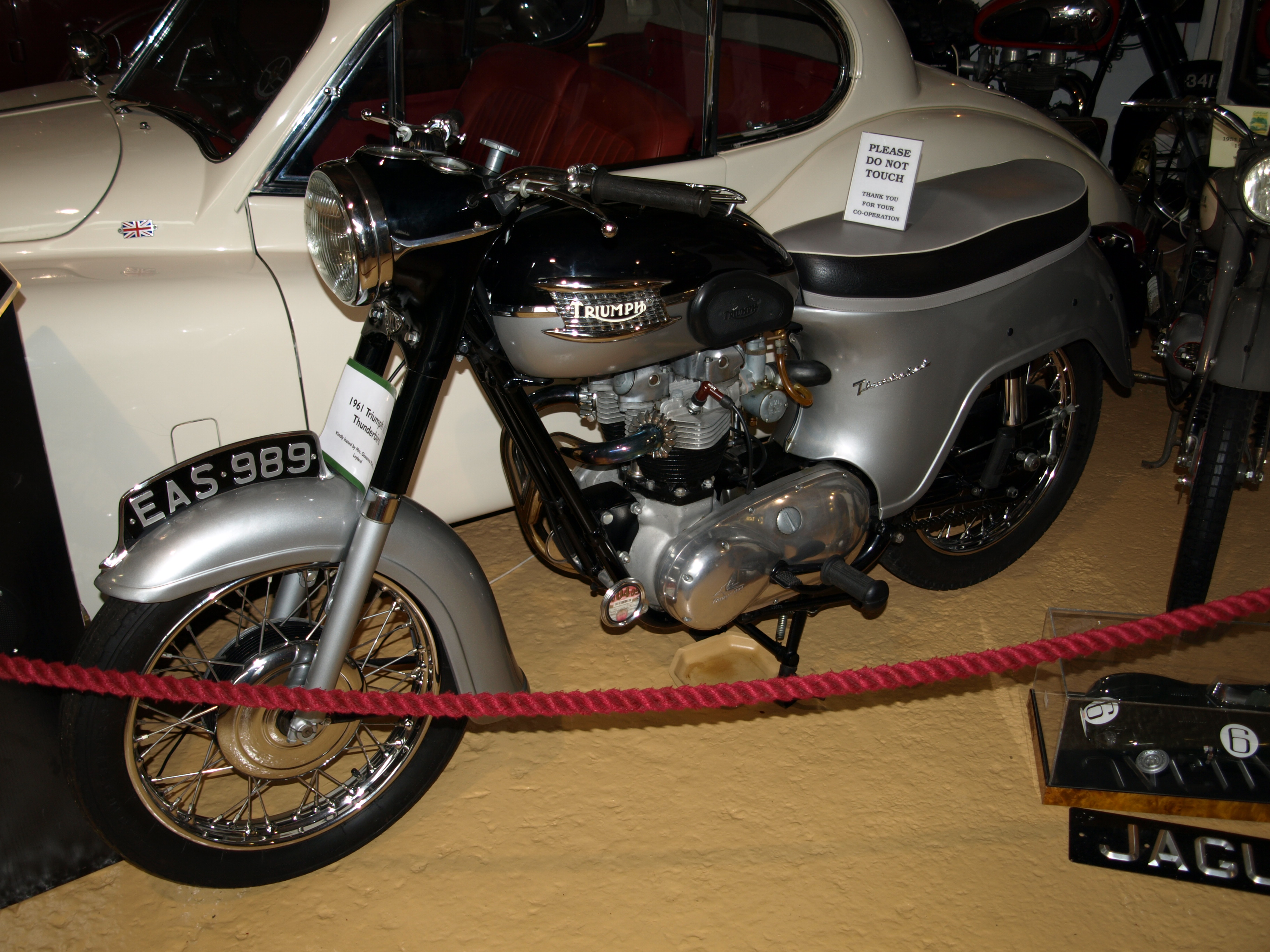
Une 650 Thunderbird de 1962

La 650 Thunderbird apparait en 1949. Elle est élaborée à partir de la Speed Twin (500 cm3), dont elle reprend la base moteur et la partie cycle. Elle développe 34 chevaux. En 1955 elle est équipée d'un bras oscillant, accroissant son confort.
Marlon Brando conduit une 650 Thunderbird dans le film L'Équipée sauvage (1953).

## 900 Thunderbird

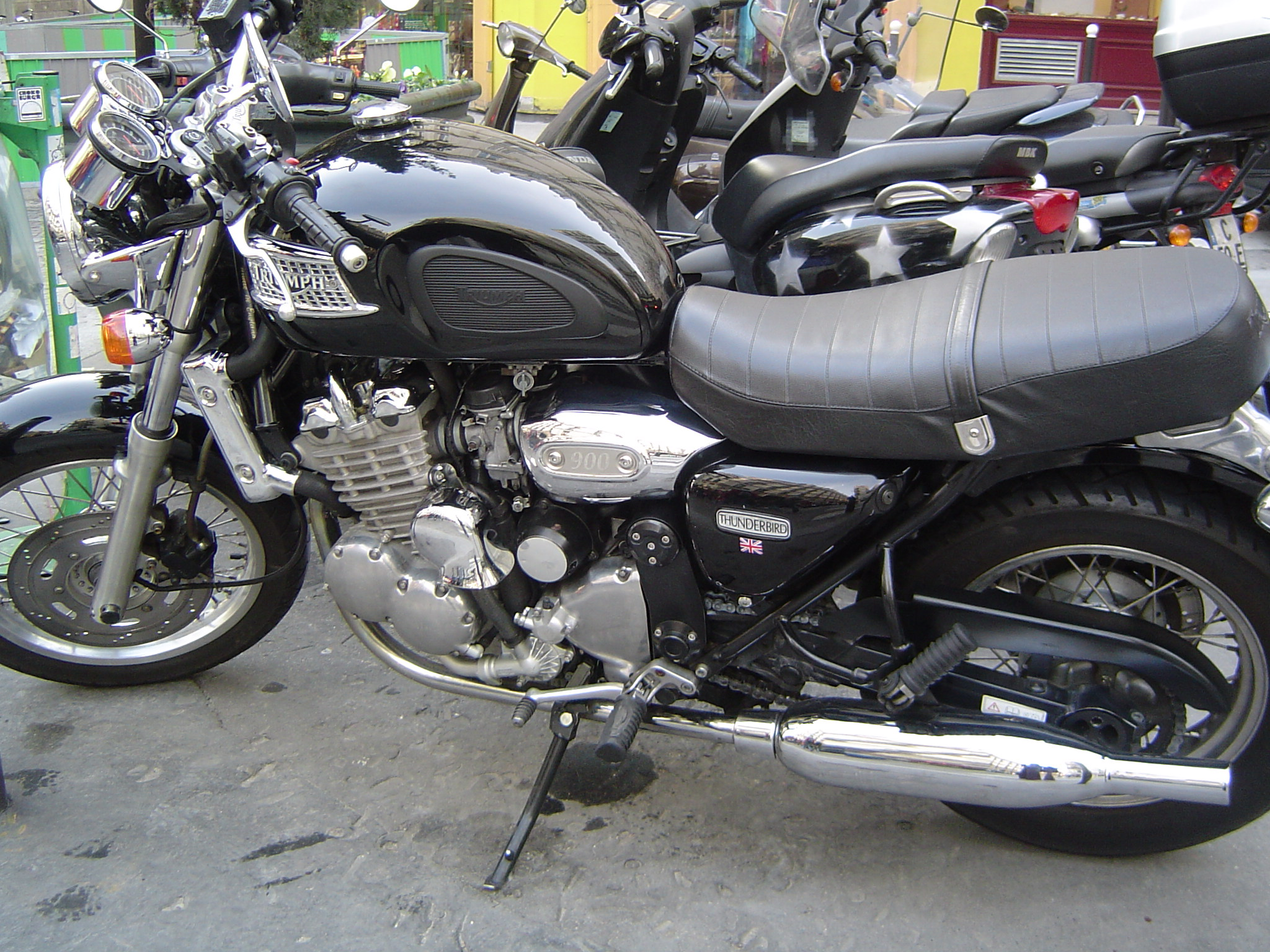
Une 900 Thunderbird

En 1995, Triumph présente une nouvelle Thunderbird, toujours dotée du même trois cylindre en ligne de 885 cm³. Son look est résolument rétro. Elle arbore des roues à rayons, des pots d'échappement saucisson et des grippe-genoux.
Le moteur développe 70 chevaux. Le freinage est confié à deux disques : un de 320 mm à l'avant et un de 285 mm l'arrière.
En 1996, la T-Bird est la monture de Pamela Anderson dans le film Barb Wire.
Comme le reste de la gamme, la T-Bird délaisse en 1988 les carburateurs Mikuni de 36 mm au profit de Keihin.
Sa production s'arrête en 1999, pour reprendre en 2000 avec une nouvelle boîte de vitesses à six rapports.
Elle est disponible en différentes coloris :
- 1995 : Diablo Black, Aegean Blue, Cherry Red et Cherry Red/Cream
- 1996 : British Racing Green/Cream, Diablo Black, Aegean Blue, Cherry Red et Cherry Red/Cream
- 1997 : British Racing Green/Cream, Jet Black, Jet Black/Silver, Cardinal Red/Silver et Imperial Green/Silver
- 1998 : Jet Black/Tornado Red, Cardinal Red/Silver et Imperial Green/Silver
- 2000 et 2001 : Aston Green/Champagne et Cardinal Red/Chromium
- 2002 : Sunset Red/Opal White et Jet Black/Graphite Grey
- 2003 : Cardinal Red/Silver et British Racing Green/Cream

### 900 Thunderbird Sport

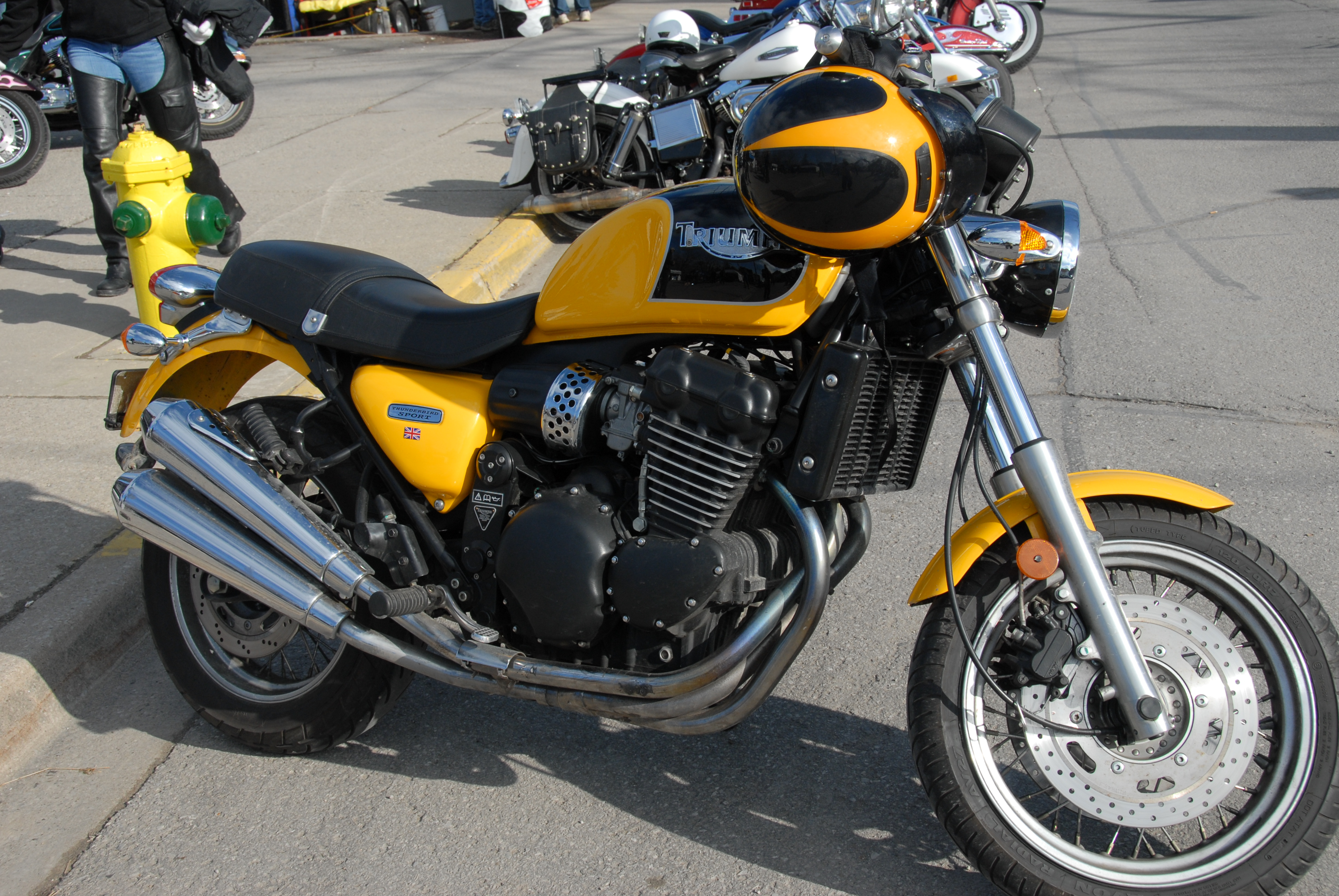
900 Thunderbird Sport

En 1998, le moteur de la Thunderbird gagne 13 chevaux et sa boîte profite d'un rapport supplémentaire. La roue avant de 18 pouces est remplacée par un modèle de 17. Les freins avant sont à double disque de 310 mm de diamètre. Elle pioche dans son passé en arborant deux silencieux superposés côté droit, rappelant la X75 Hurricane.
En 2000, le double silencieux droit est remplacé par un simple trois-en-deux[Quoi ?].
Sa production s'arrête en 2001 pour reprendre en 2003.
Elle est disponible en différentes coloris :
- 1998 et 1999 : Racing Yellow/Jet Black et Tornado Red/Jet Black
- 2000 : Opal White/Tangerine Orange
- 2003 : Tangerine Orange/Jet Black
- 2004 : Jet Black/Racing Yellow

## 1600 Thunderbird

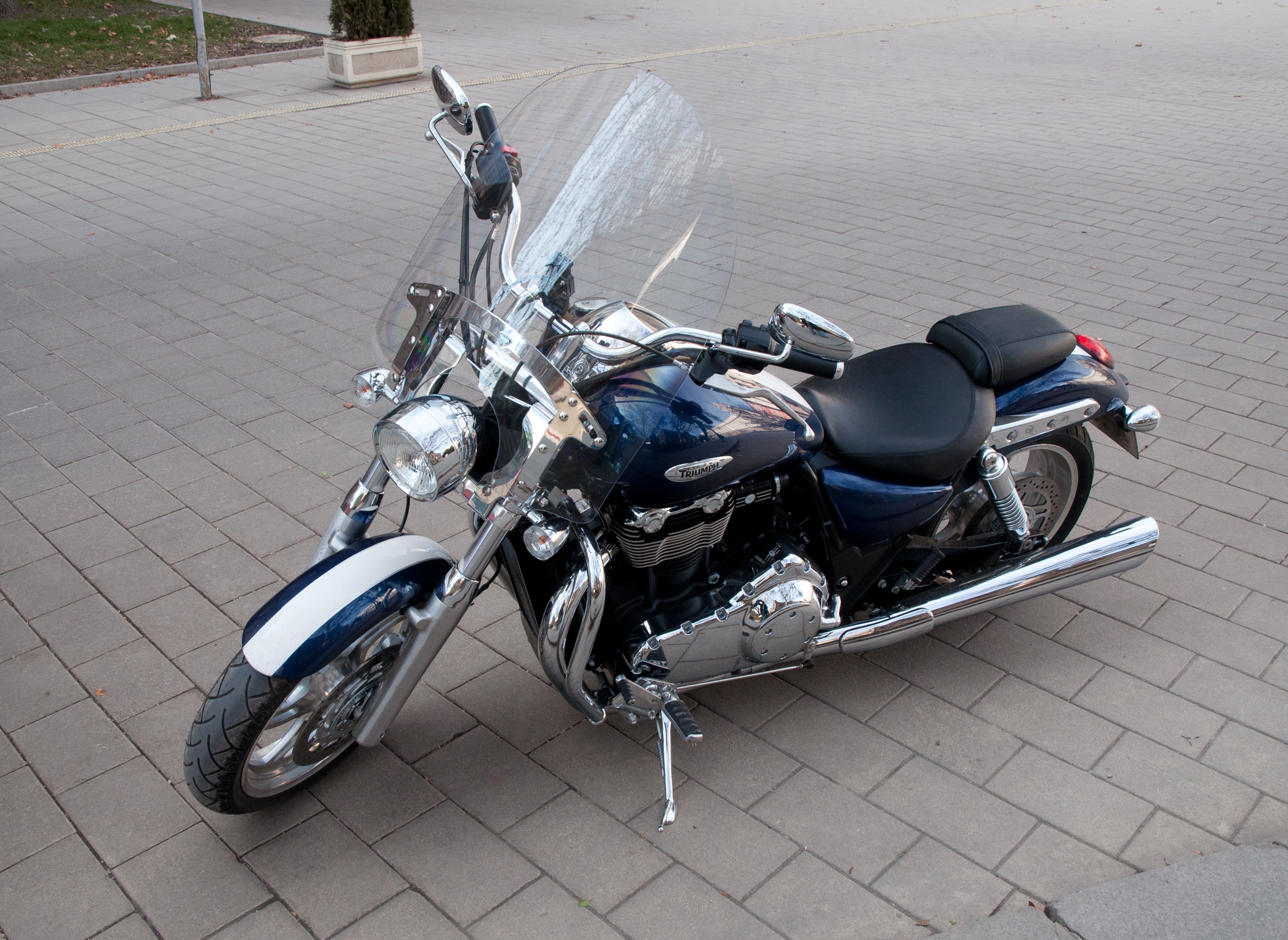
Une 1600 Thunderbird.

En 2008, Triumph annonce pour août 2009 la sortie de la nouvelle 1600 Thunderbird, pour commémorer les soixante ans de la commercialisation de la première Triumph Thunderbird. Elle est équipée d'un nouveau moteur bicylindre en ligne de 1 600 cm3 de 86 ch à 4 850 tr/min, pour 14,6 mkg à 2 750 tr/min.
Ce nouveau modèle est équipé d'une transmission finale par courroie. Plusieurs versions sont disponibles, dont une version ABS.
Tous les pays, sauf la France, peuvent opter pour le kit Big Bore en option vendu dans le réseau officiel, augmentant la cylindrée à 1 700 cm3, développant 104 chevaux et 16 mkg à 3 000 tr/min.
En 2010 Triumph présente une série limitée de 1 700 cm3, 35 exemplaires pour la Suisse, 97 chevaux et 159 mkg.
Les coloris disponibles sont :
- 2009 et 2010 : Jet Black, Pacific Blue/Fusion White, Aluminium Silver/Jet Black, Phantom Red Haze et Phantom Blue Haze (SE)

En 2010, Triumph présente la version Storm (tempête en anglais). Elle est exclusivement noire.

## Sources
1. ↑  Caractéristiques 900 Thunderbird
2. ↑  Caractéristiques 900 Thunderbird Sport
3. ↑  Caractéristiques techniques 1600 Thunderbird
4. ↑  Accessoire Triumph
5. ↑  Thunderbird SE